# مكفارلاند وشركاه
مكفارلاند وشركاه دار نشر مستقلة للكتب تقع في جيفرسون بولاية كارولينا الشمالية متخصصة في الأعمال الأكاديمية والمرجعية. رئيس تحريرها هو روبرت فرانكلين، الذي أسسها في عام 1979. توظف مكفارلاند طاقم عمل يبلغ حوالي 50 عامل، اعتبارًا من 2017 قامت الدار بنشر ما يقرب من 5,100 عنوان. ركزت مكفارلاند في معظم تاريخها على نسخ مطبوعة صغيرة تبلغ حوالي 600 نسخة لكل كتاب.

## روابط خارجية
- الموقع الرسمي